# Bruggen in Park Frankendael
De Bruggen in Park Frankendael zijn bouwkundige kunstwerken in het Park Frankendael in Amsterdam-Oost, Watergraafsmeer.

## Inleiding
De meeste bruggen werden er aangelegd in de periode 2000-2008 toen het enigszins vervallen park een flinke opknapbeurt kreeg onder leiding van landschapsarchitectenbureau Sant & Co. van Edwin Santhagens. Er kwam deels een nieuw padenstelsel en ook de afwatering moest verbeterd worden. Om de voetgangers en fietsers doortocht te kunnen bieden werden bruggen neergelegd, waarvan enkele naamloze parkbruggetjes, maar ook een aantal apart te benoemen bruggen die na 2016 een eigen naam kregen die werd opgenomen in de Basisregistratie Adressen en Gebouwen. Een aantal bruggen kreeg in eerste instantie een nummer in de 2300-reeks, maar die werd weer gewijzigd. Brug 144 is een klein bruggetje in Volkstuinpark Klein-Dantzig; het brugnummer werd daarbij herbruikt.

## Afbeeldingen

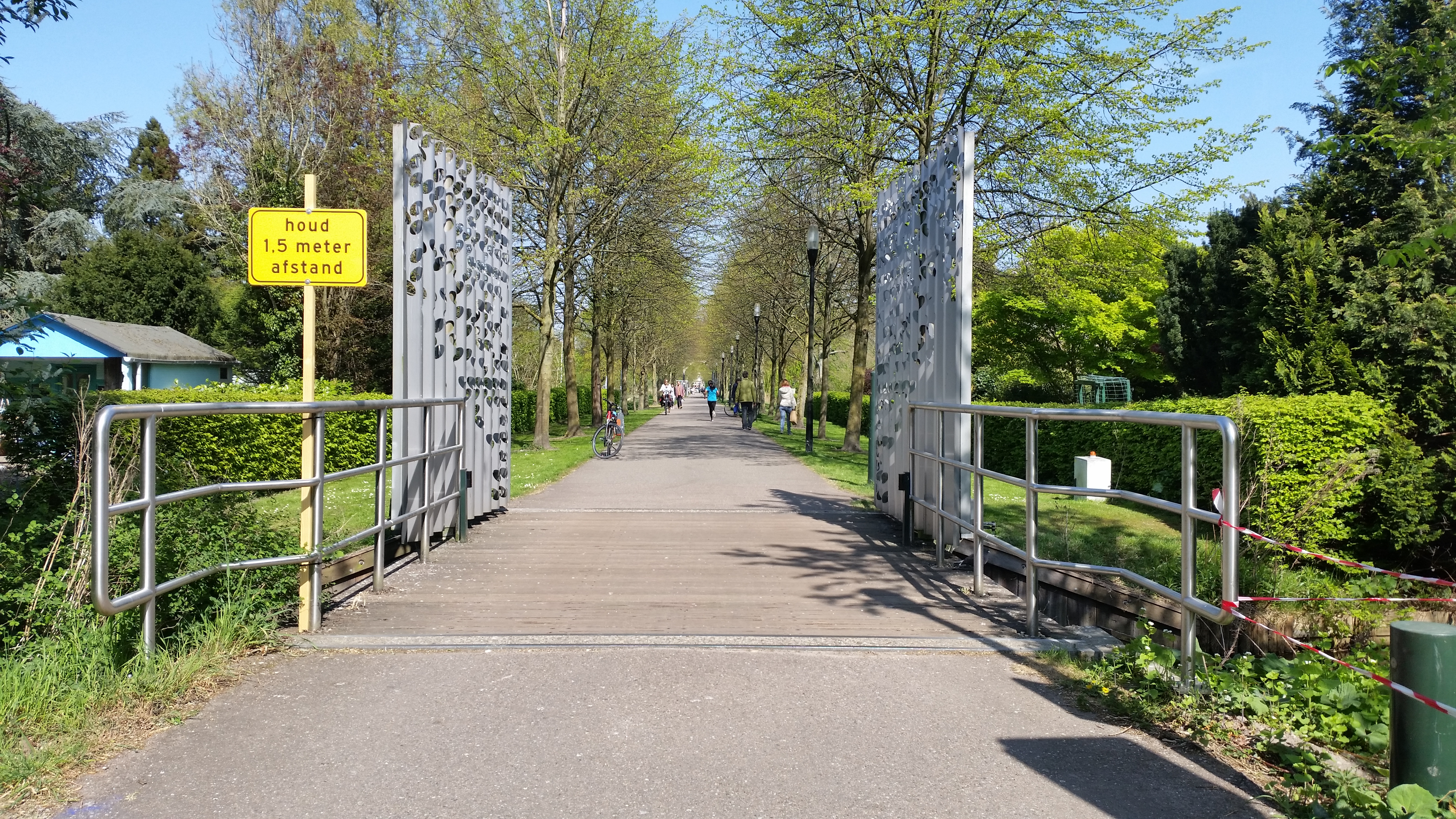
Brug 141 kreeg een kunstwerk van AnneMarie van Splunter mee
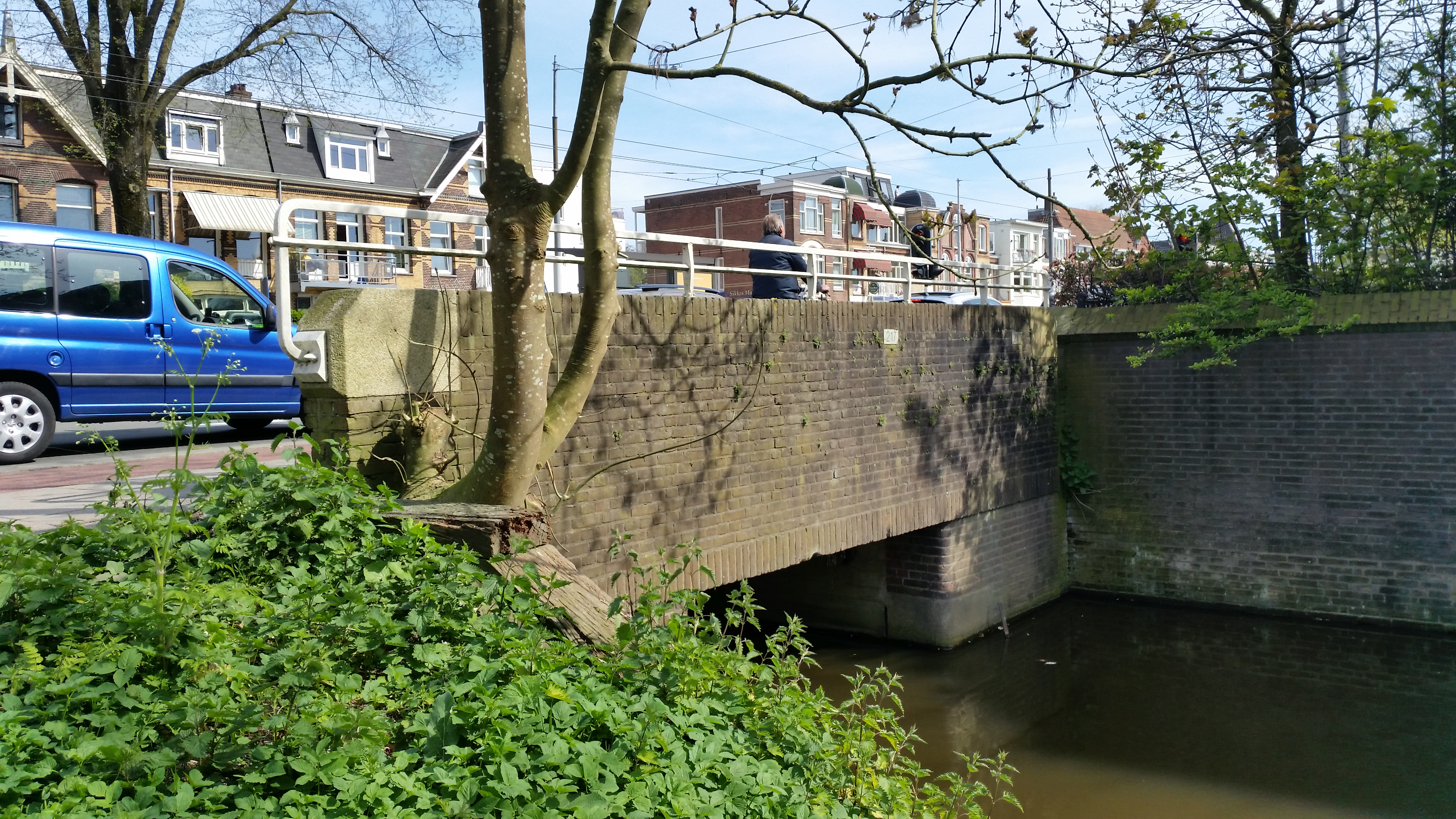
Brug 217, de Frankendaelbrug is weliswaar vernoemd naar Frankendael, maar ligt buiten het park.
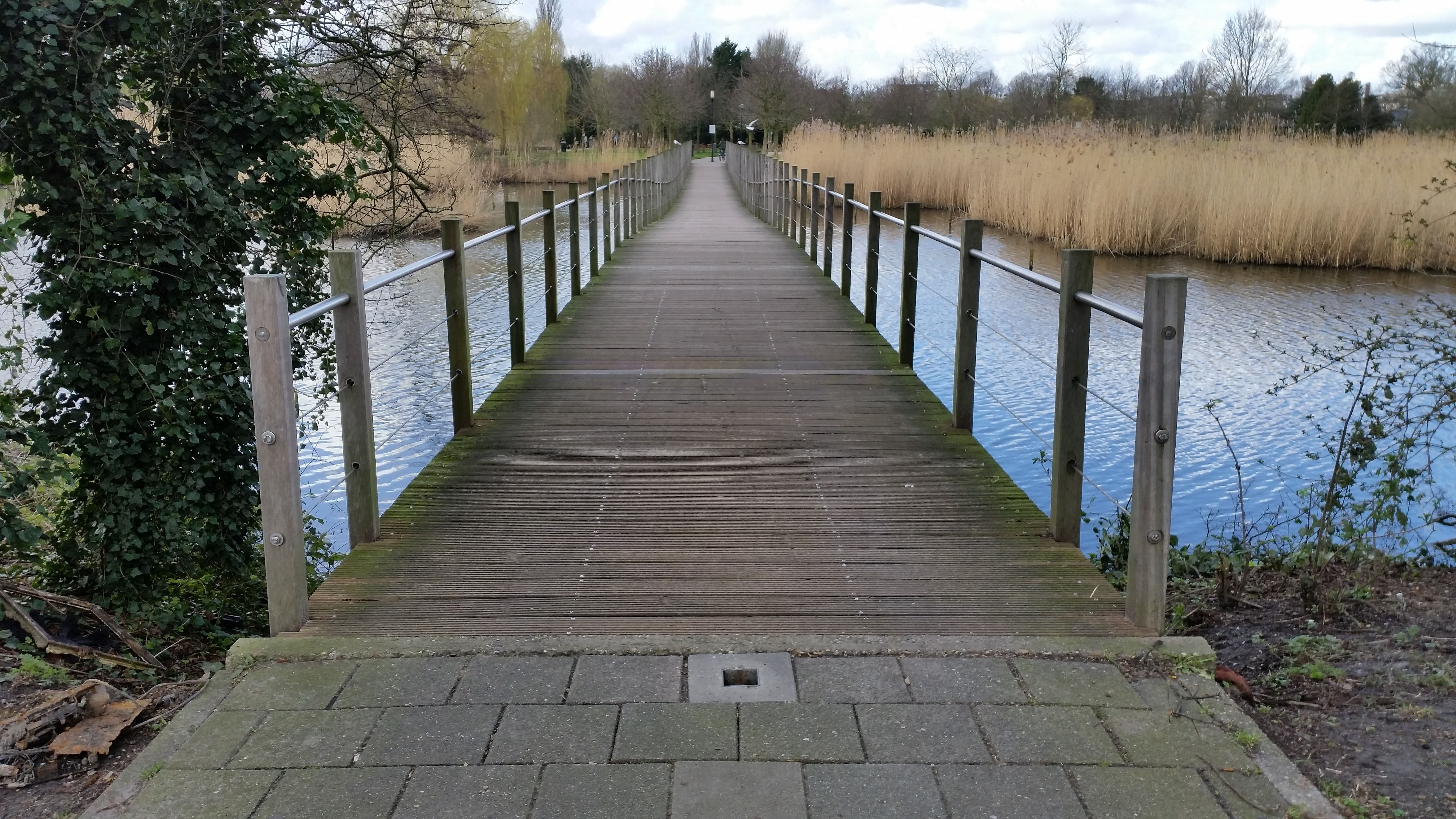
Brug 1944, de Mien Ruysbrug
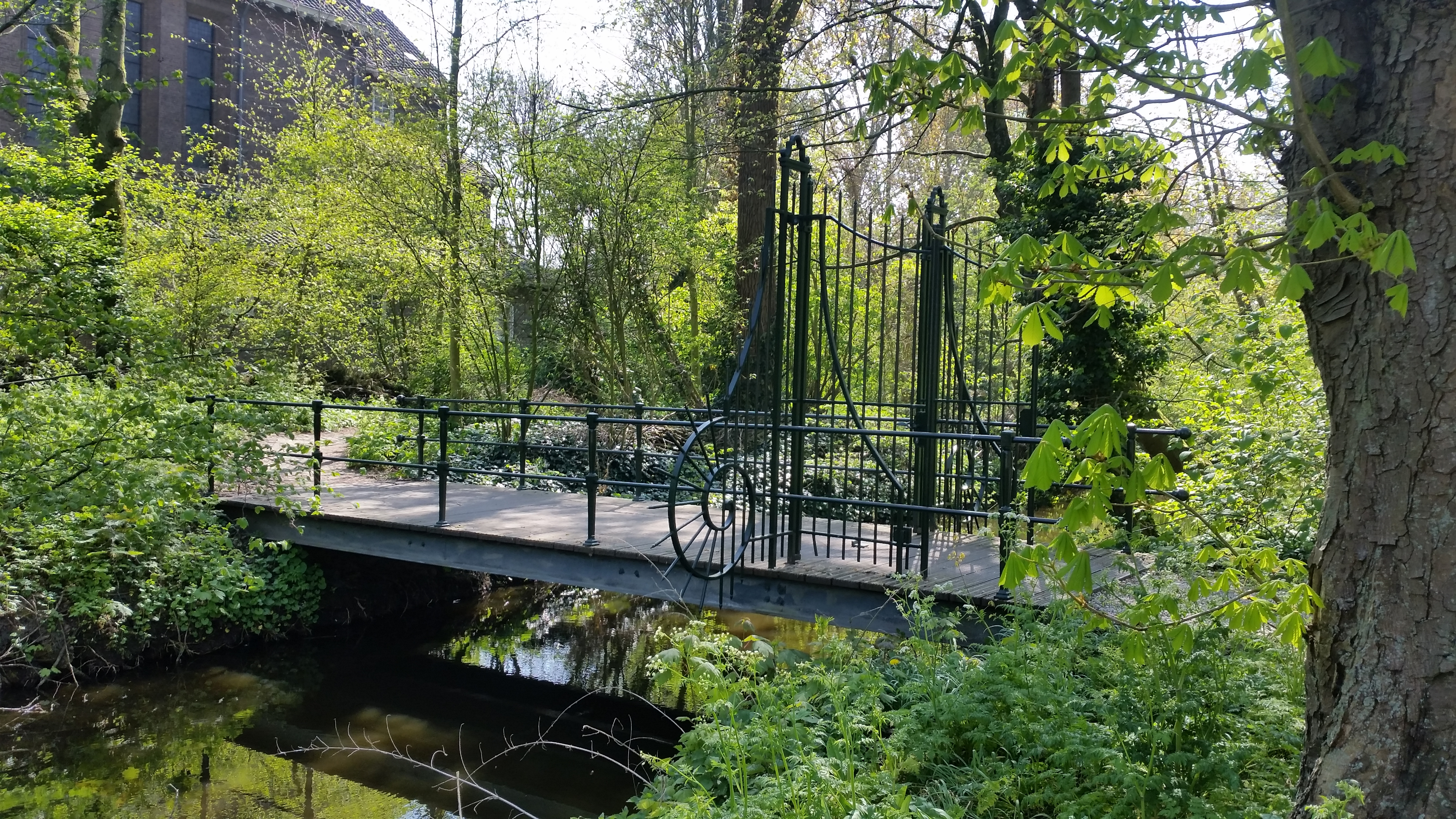
Brug 2170, brug uitgevoerd met sierlijk hek tussen huis Frankendael en zuidelijk deel van het park.
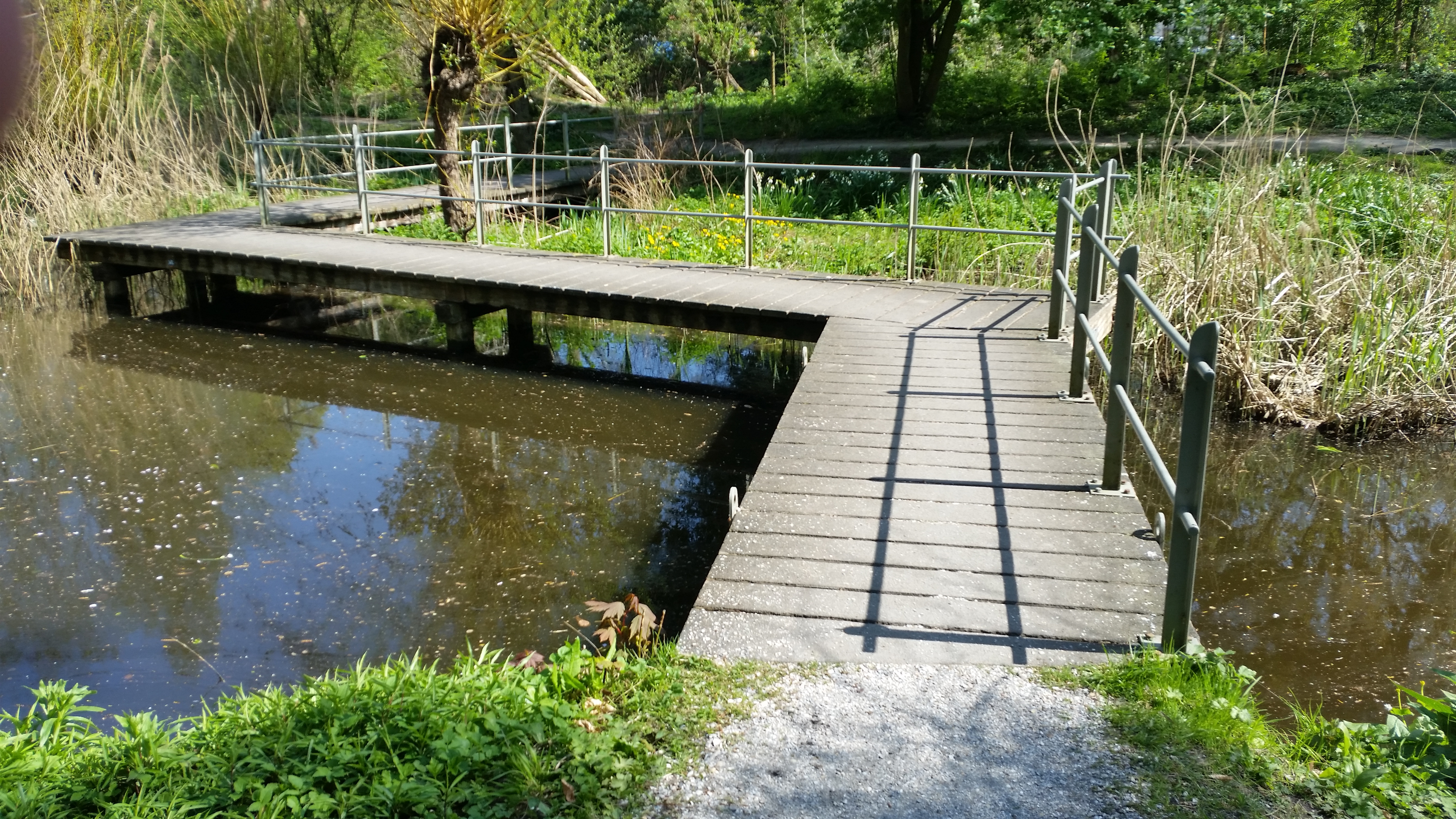
Brug 2171, de zigzaggende Gerrit Molbrug.
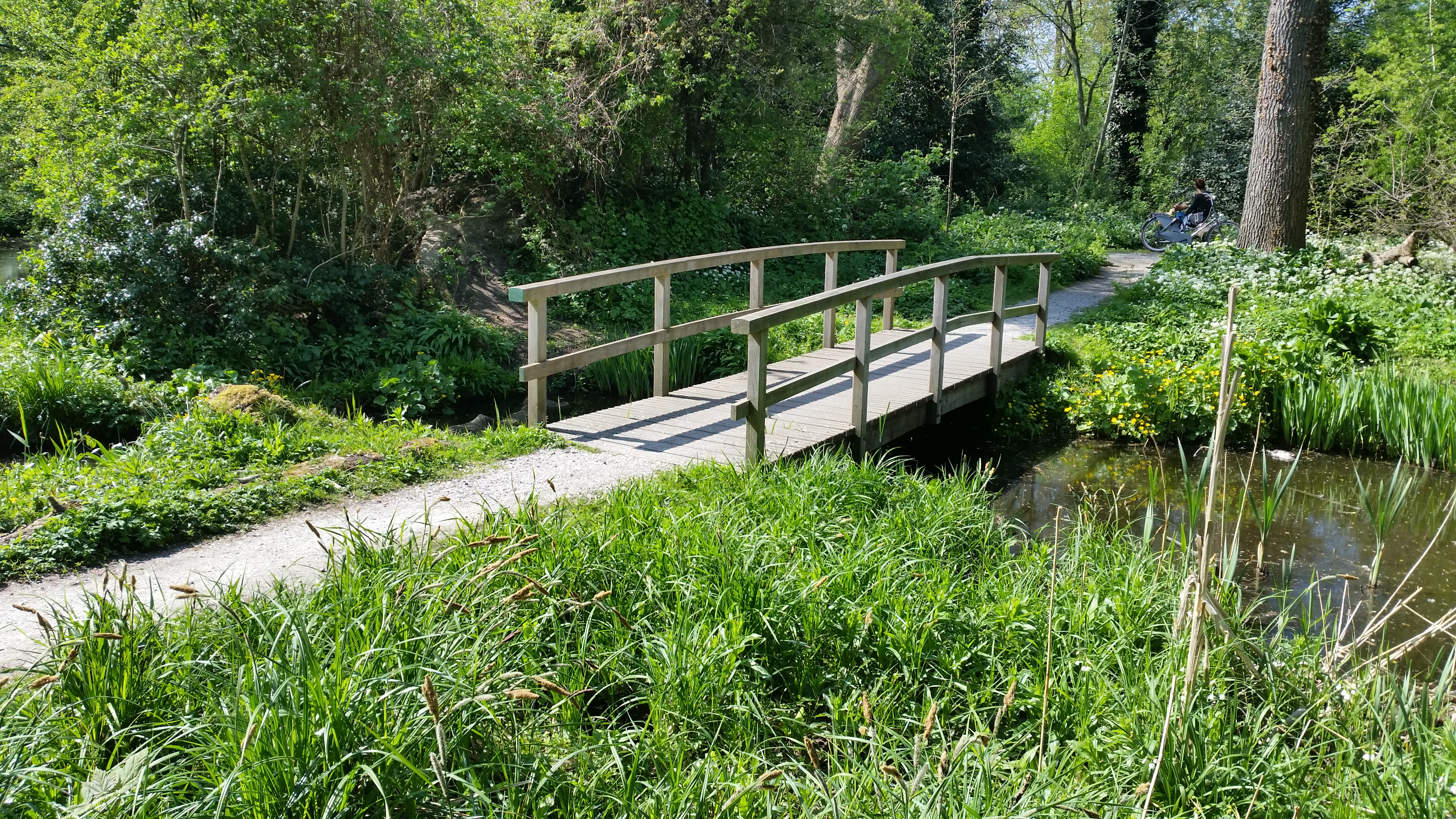
Brug 2172, parkbruggetje in de heemtuin
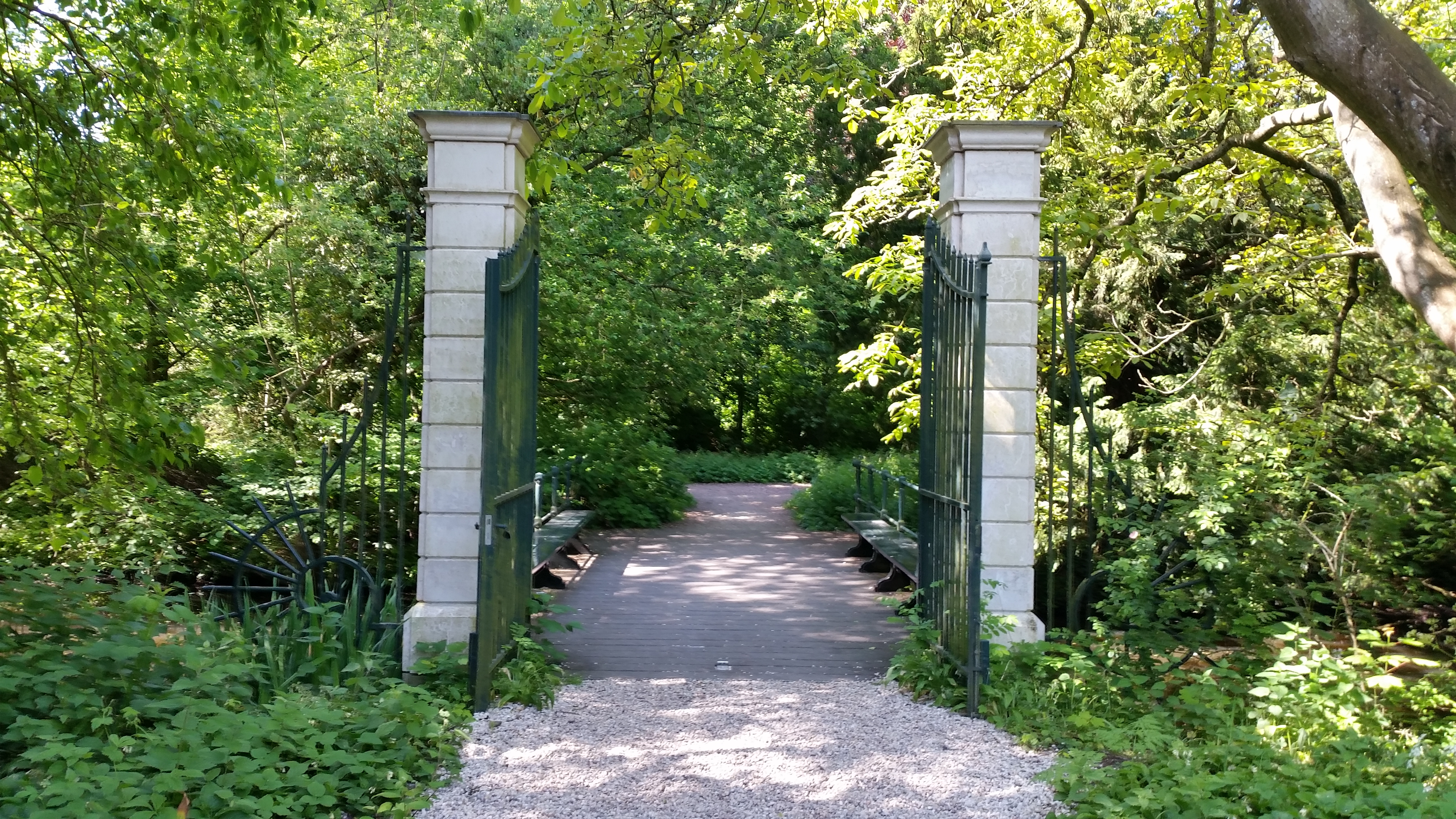
Brug 2173, brug van terrein huis Frankendael het park in.
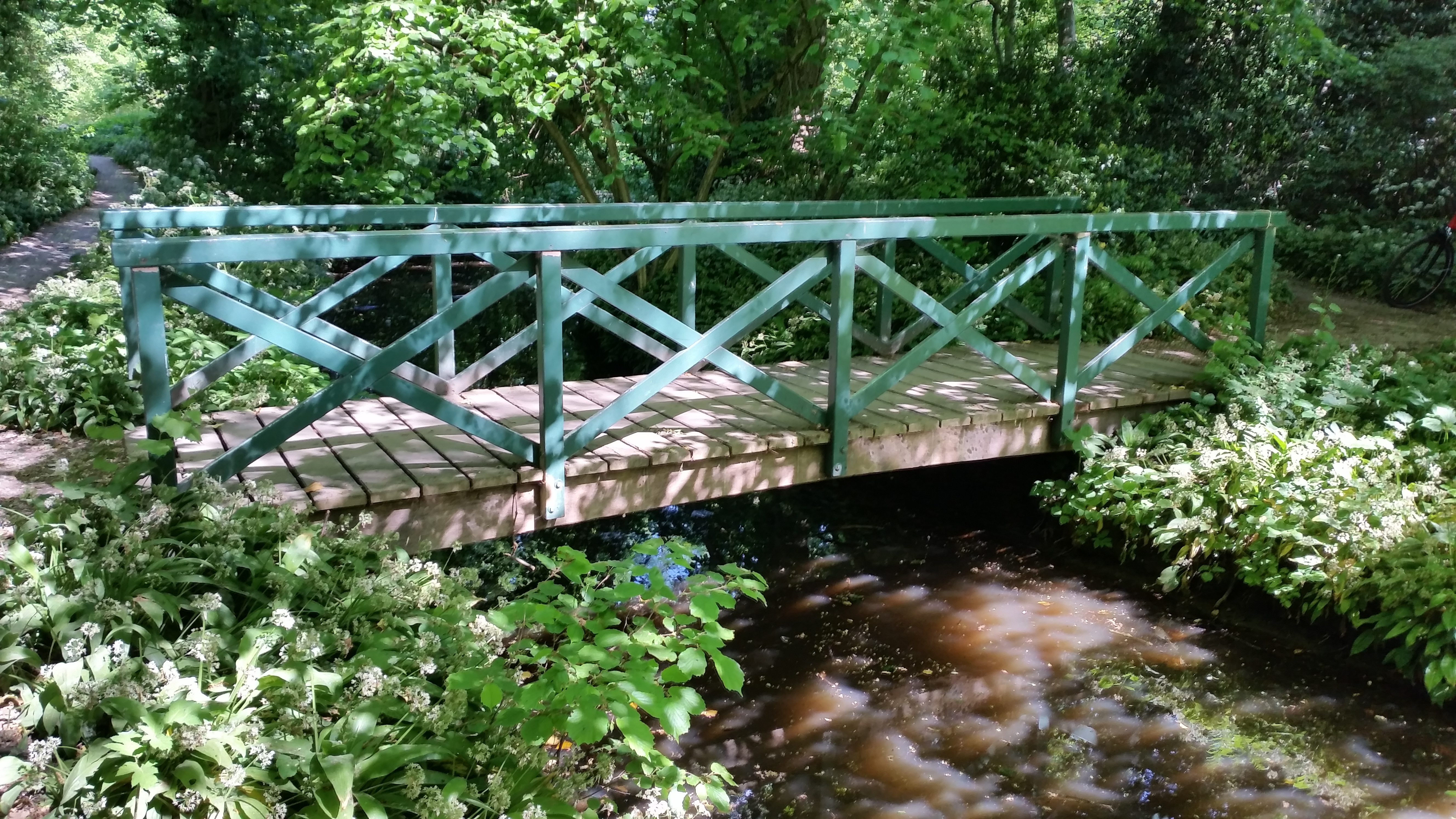
Brug 2174, parkbruggetje
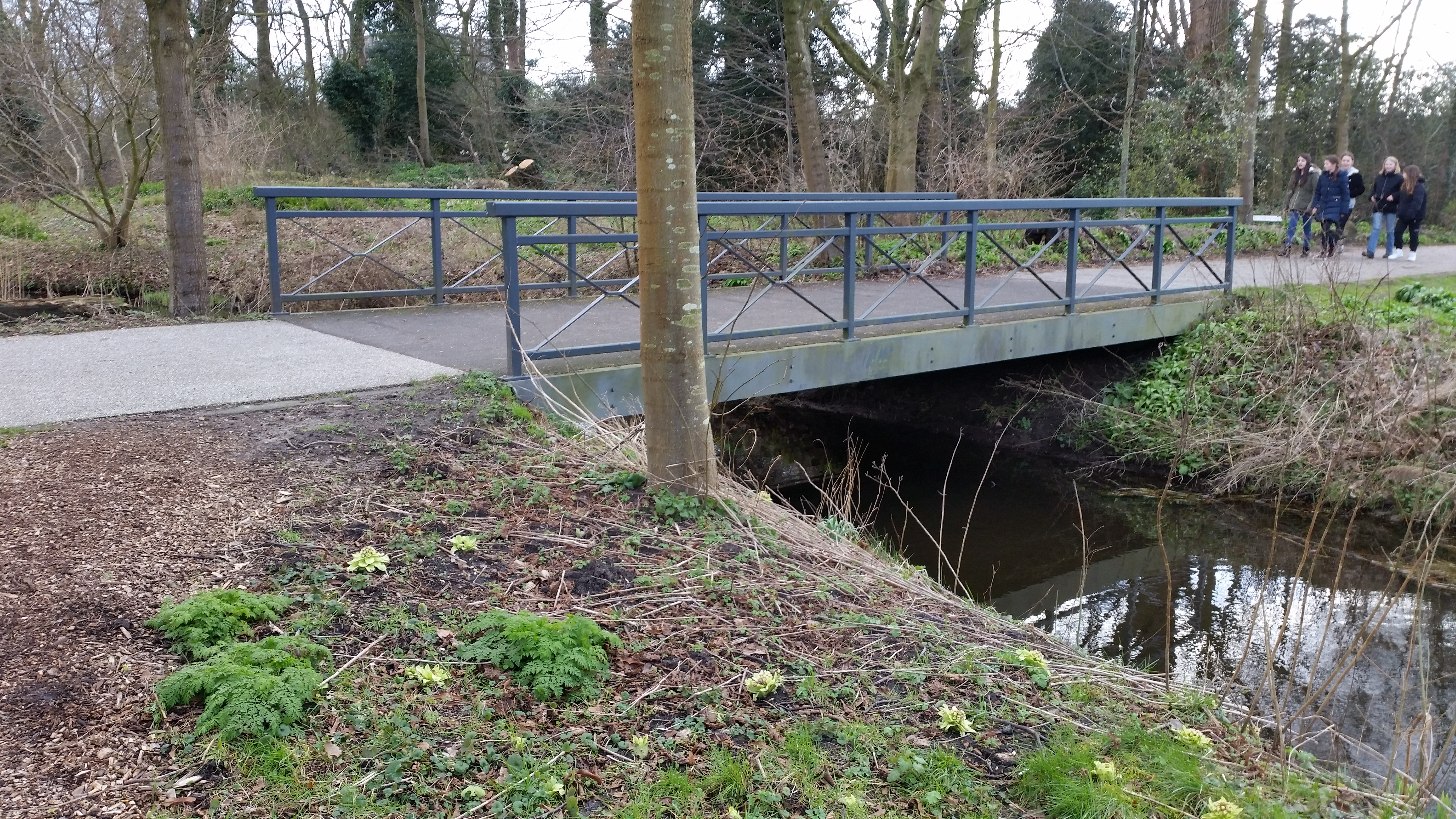
Brug 2175 ligt in een van de hoofdroutes door het park; ontwerp Edwin Santhagens
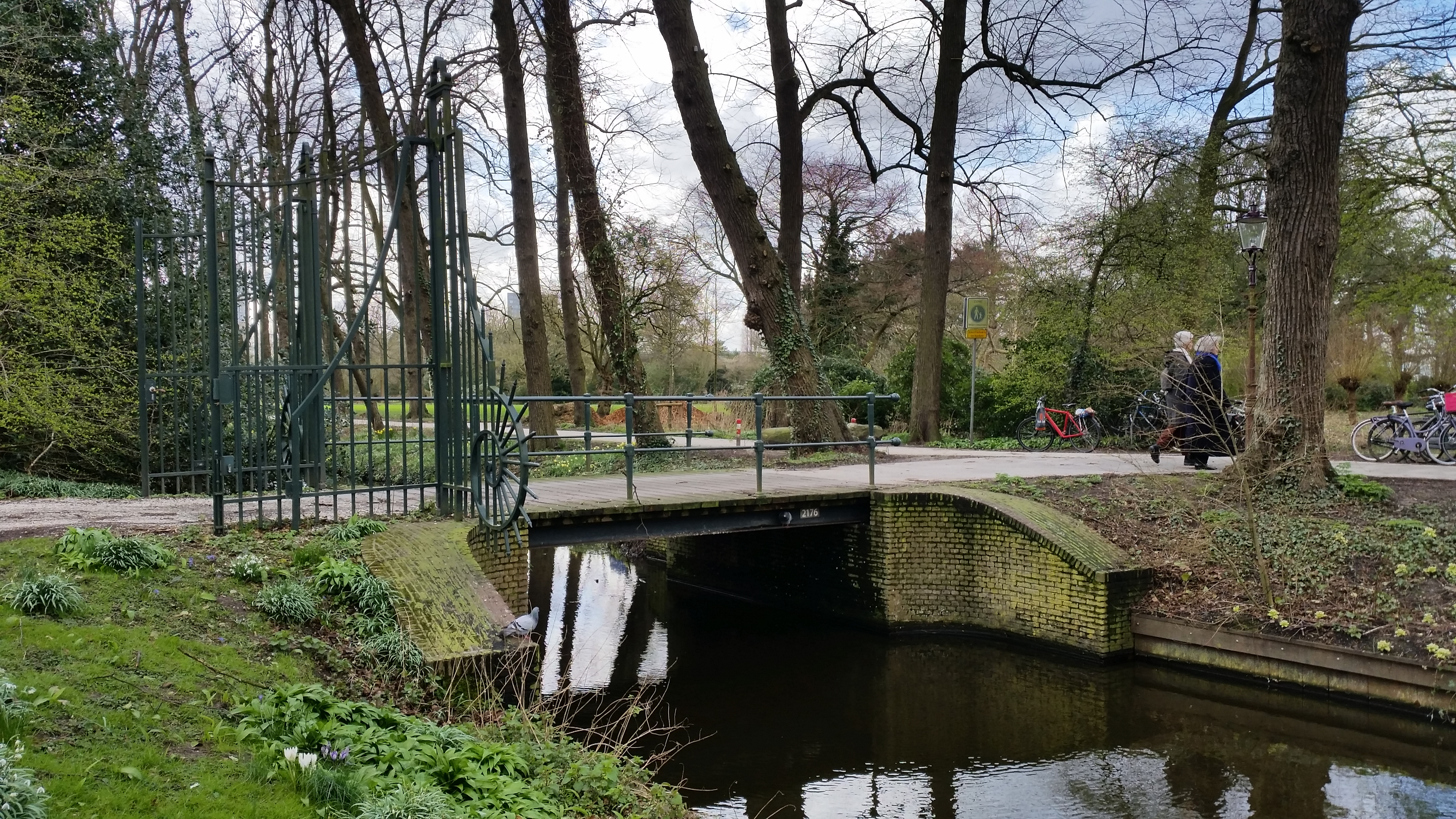
Brug 2176 vanuit Huize Frankendael richting Middenweg
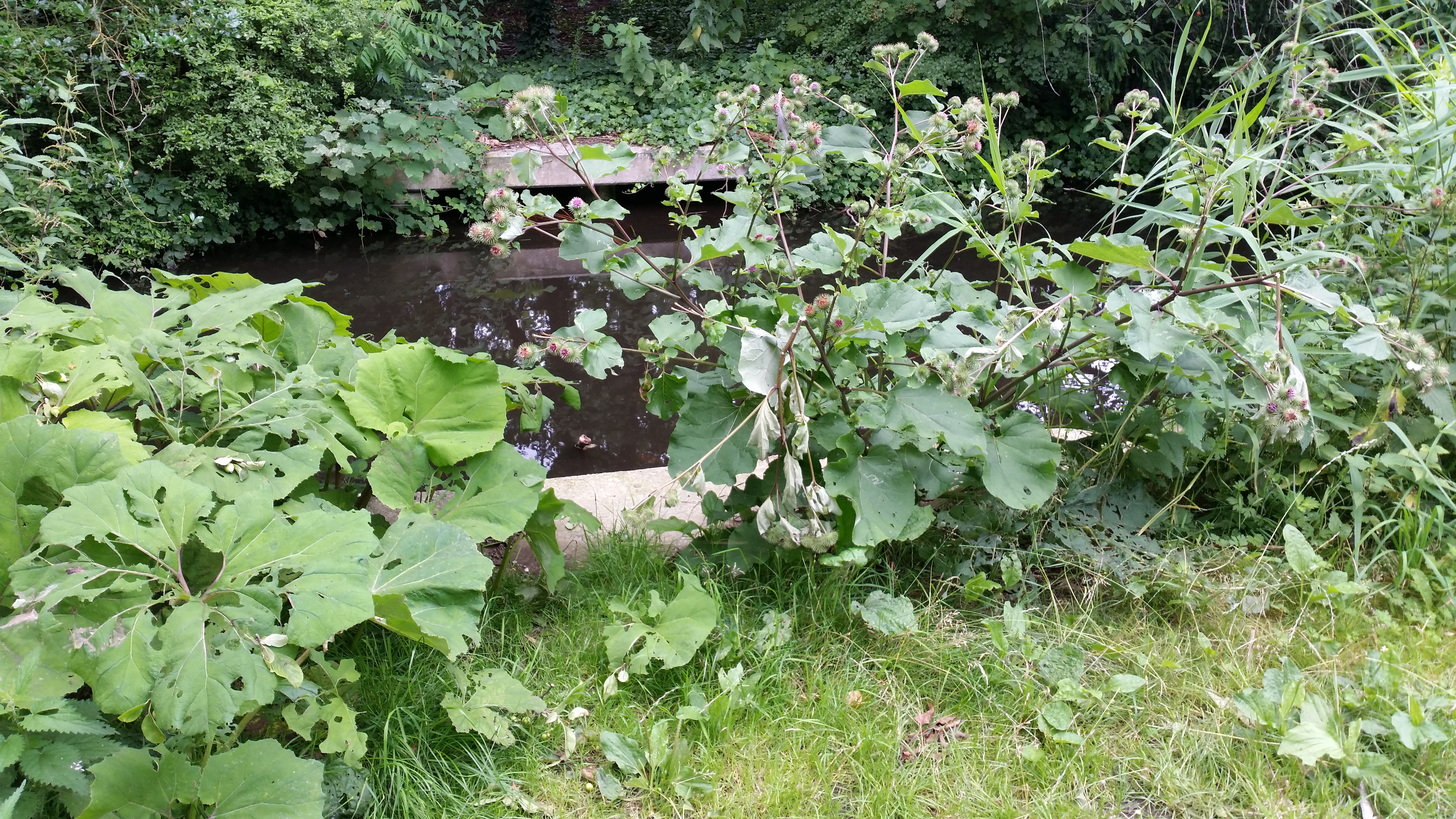
Brug 2177 was een speelse brug met een holle en bolle overspanning; brug is in 2017 afgebroken ter voorkoming van vandalisme aan de hermitage, dat door het verwijderen van de brug op een eiland kwam te staan.
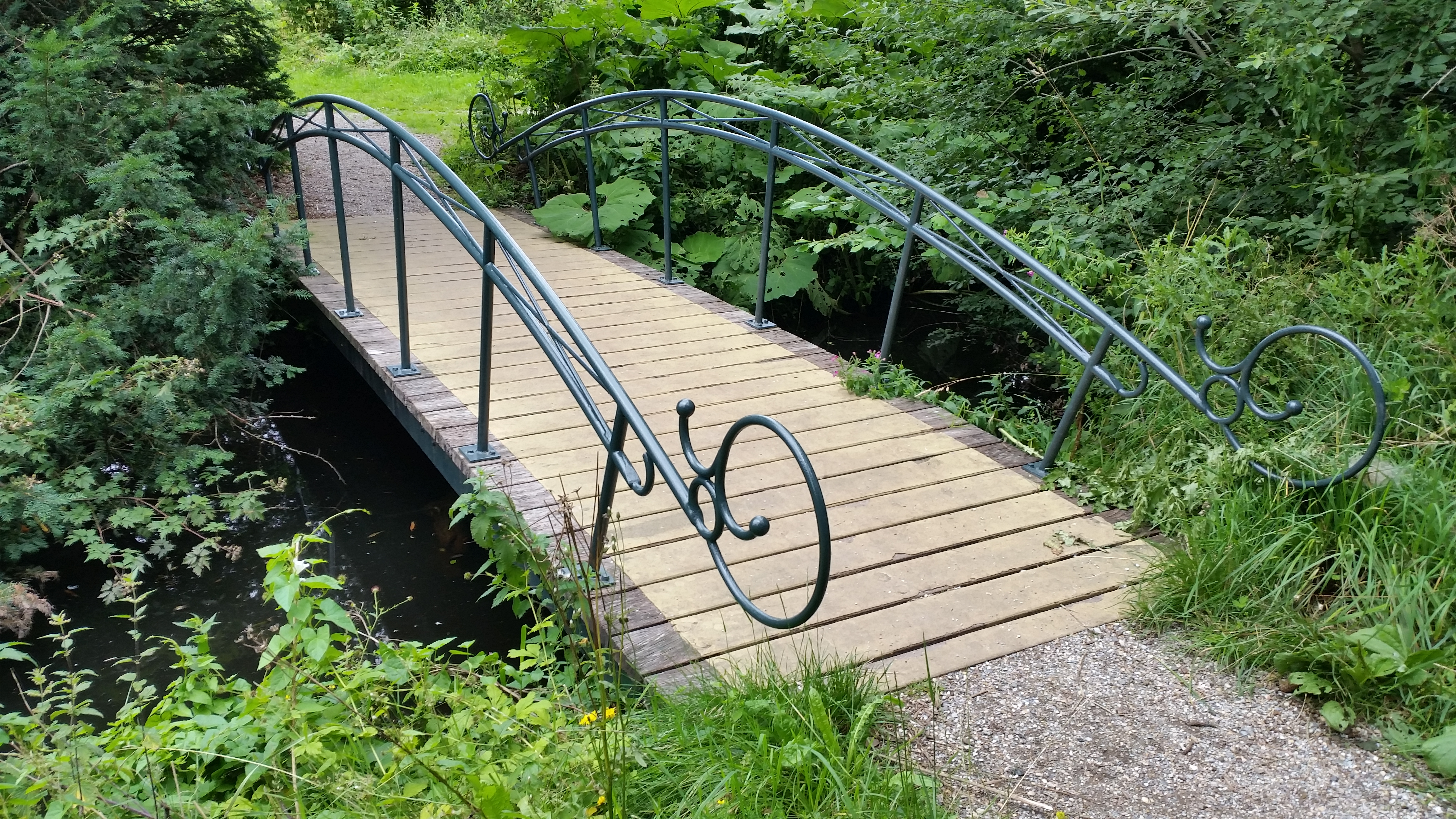
Brug 2178, parkbrug met sierlijke leuningen
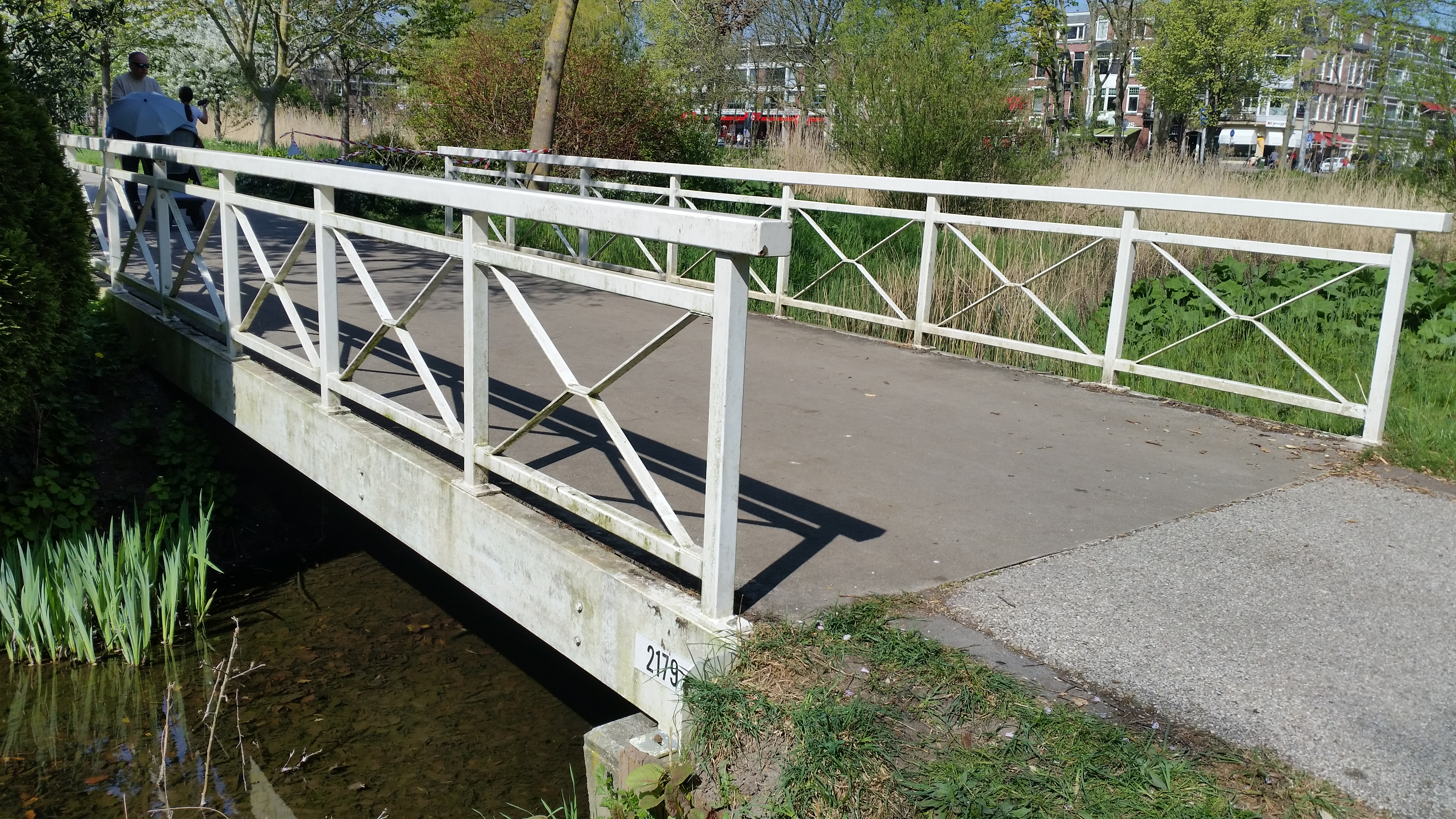
Brug 2179, parkbrug in een van de hoofdroutes van het park evenwijdig aan de Middenweg
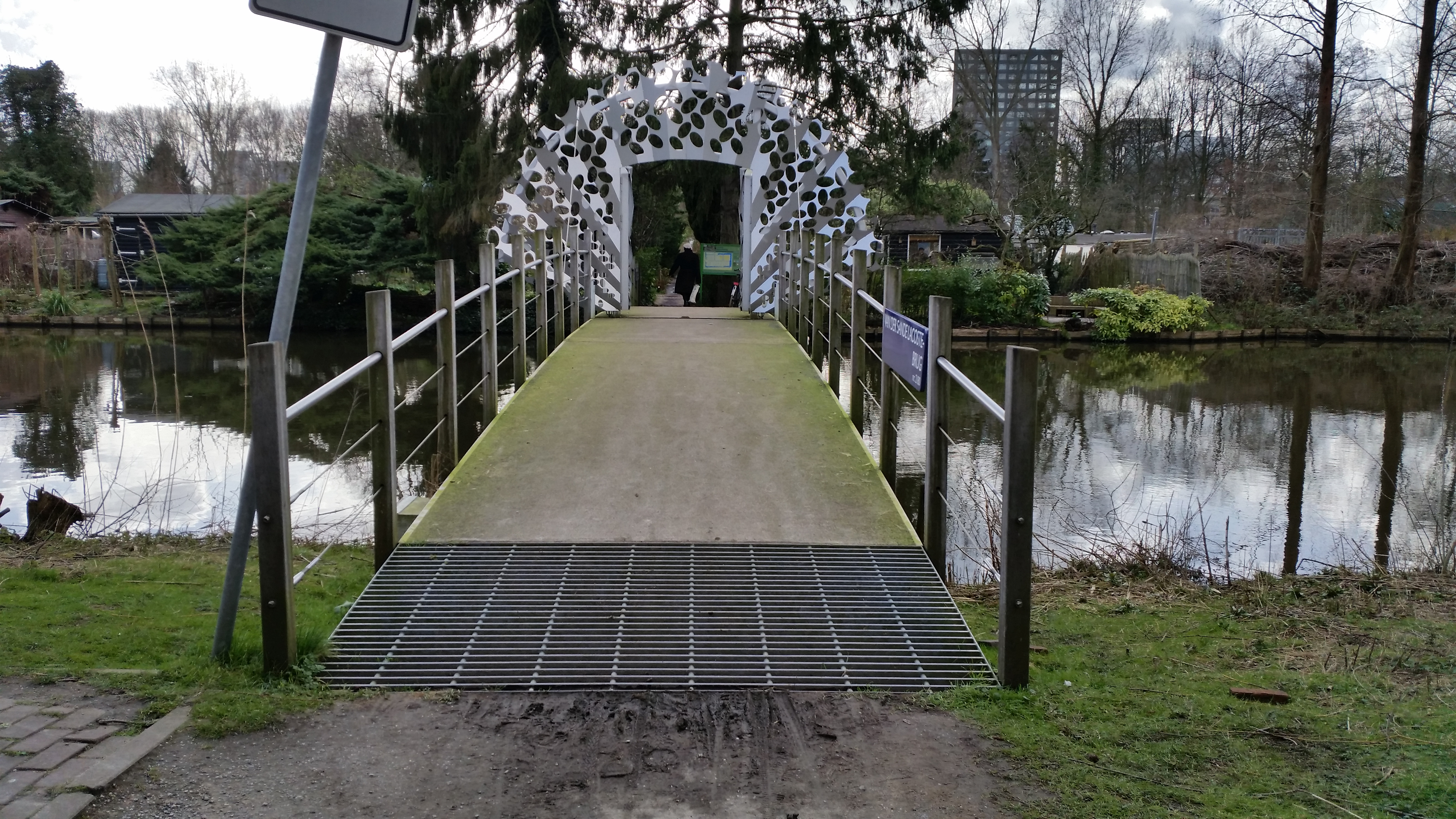
Brug 2180, de Van der Sande Lacostebrug met  kunstwerk van AnneMmarie van Splunter
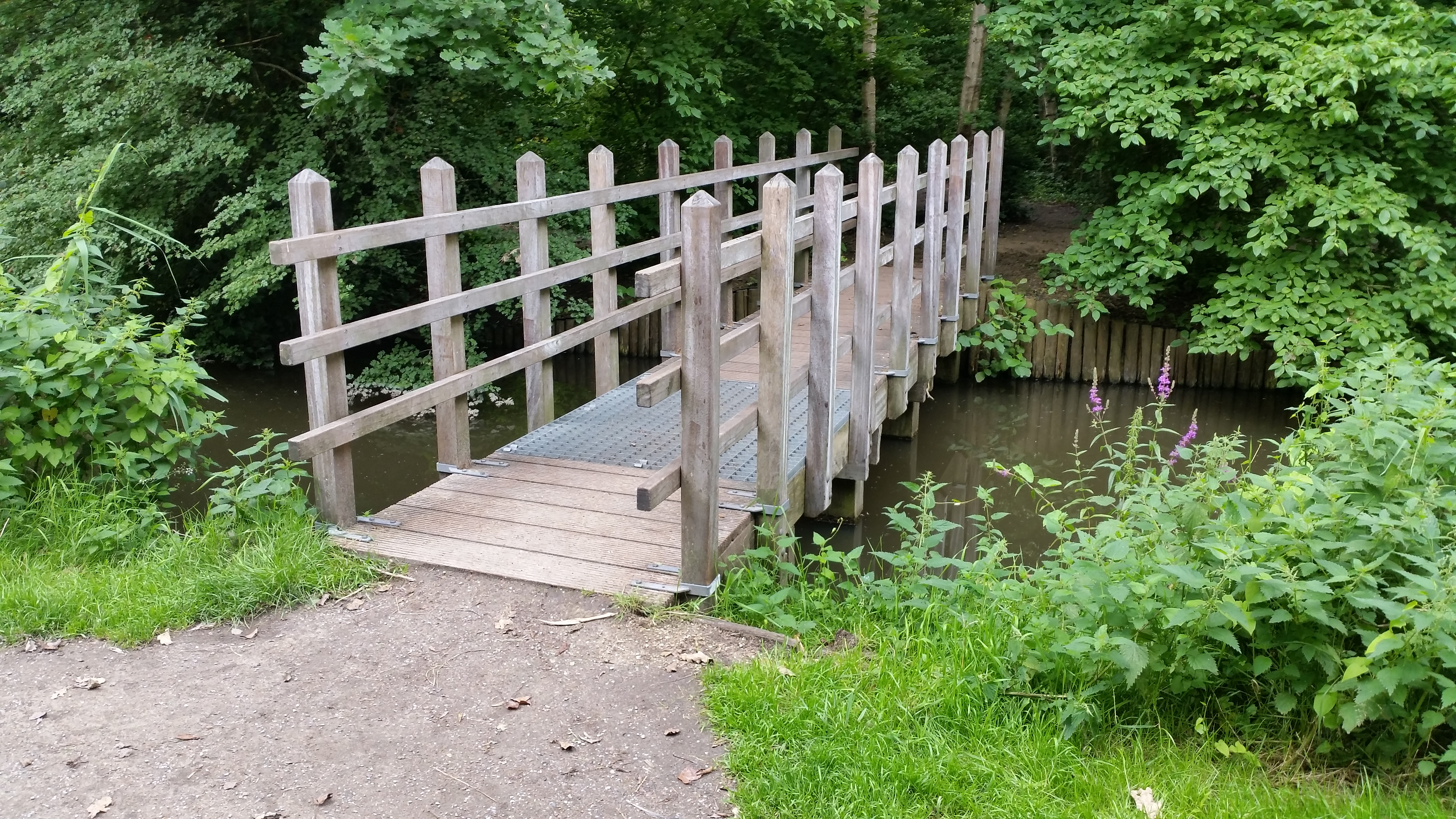
Brug 2181, parkbruggetje
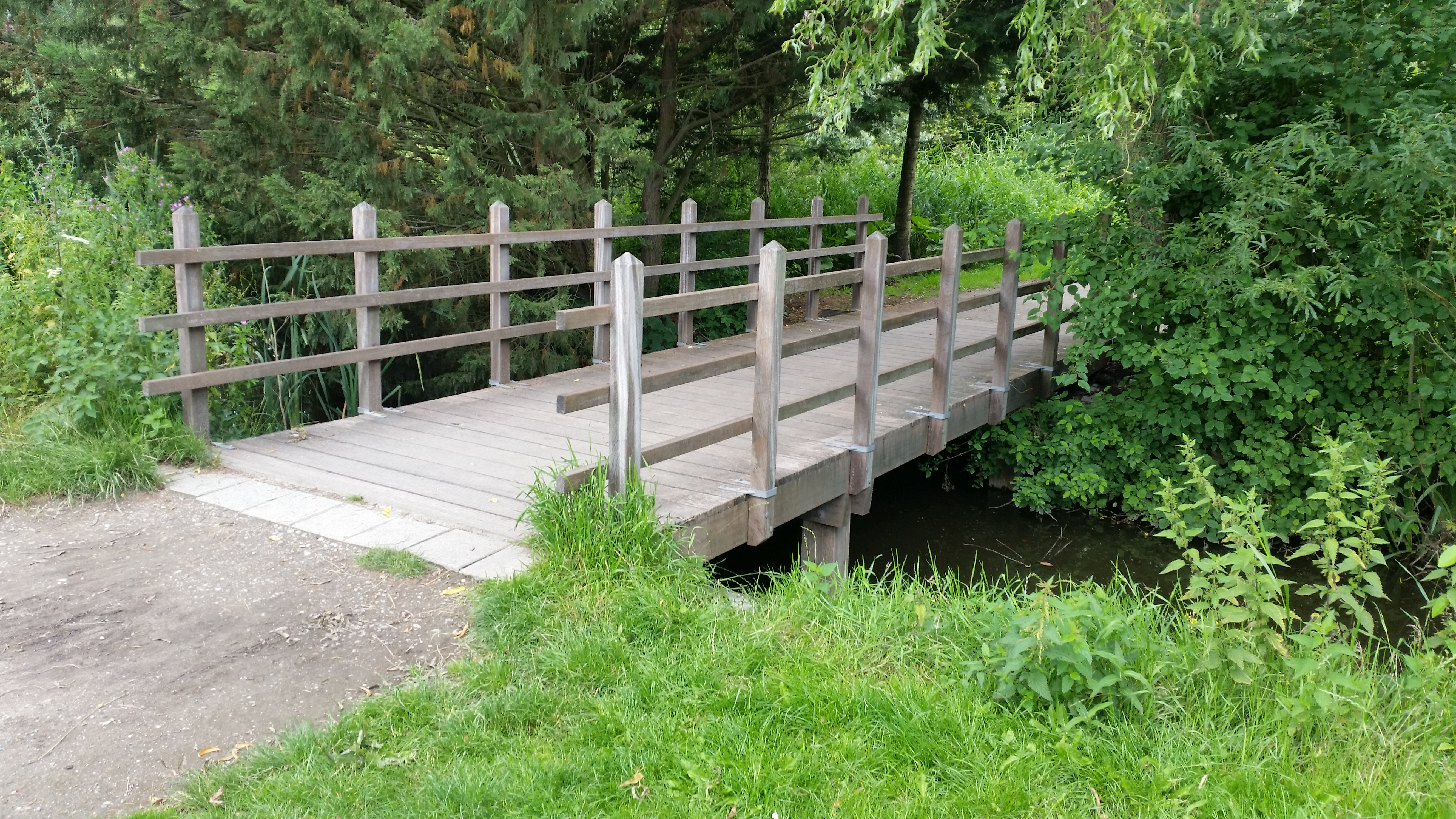
Brug 2182, parkbruggetje
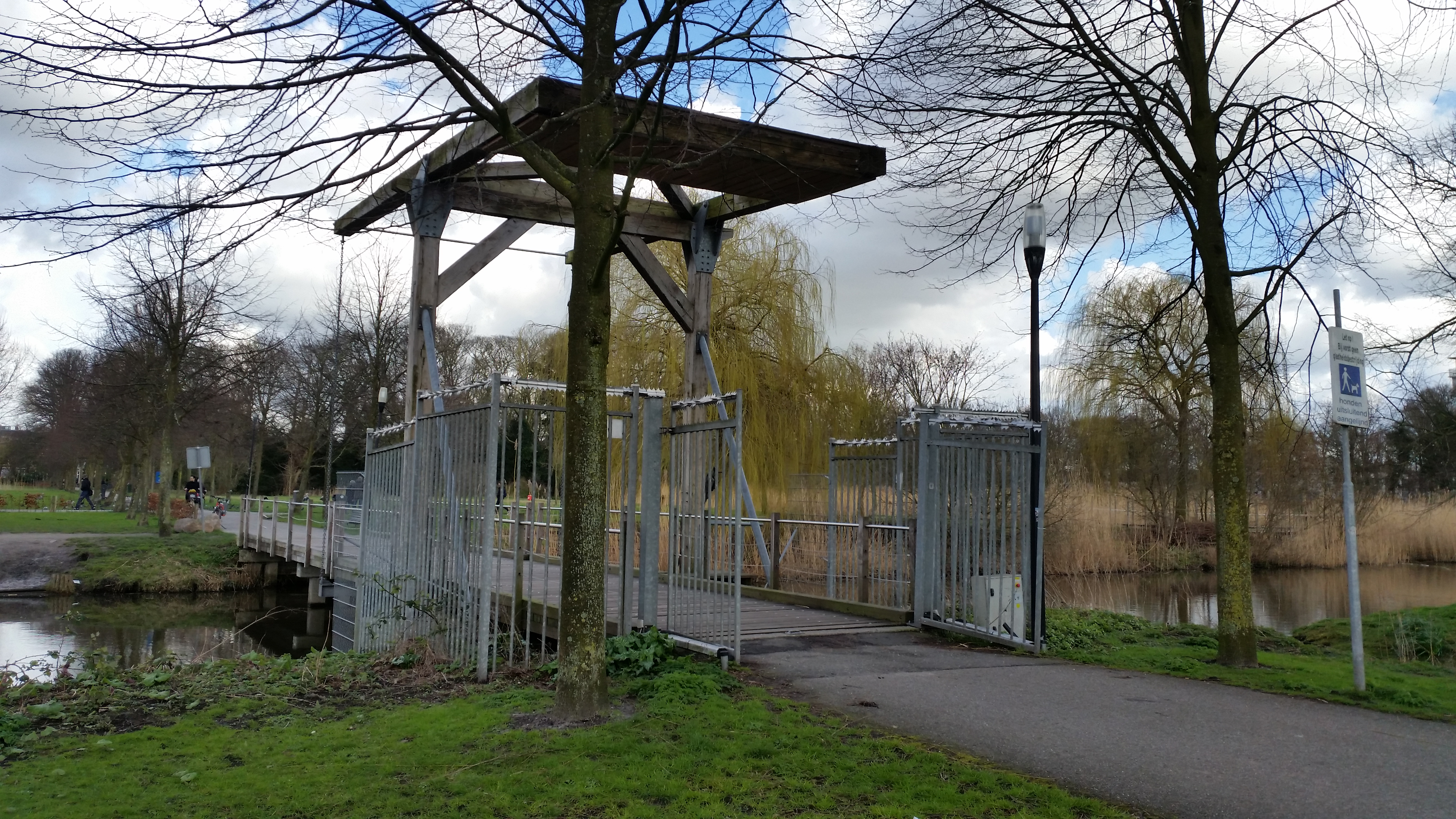
Brug 2294, enige ophaalbrug in het park
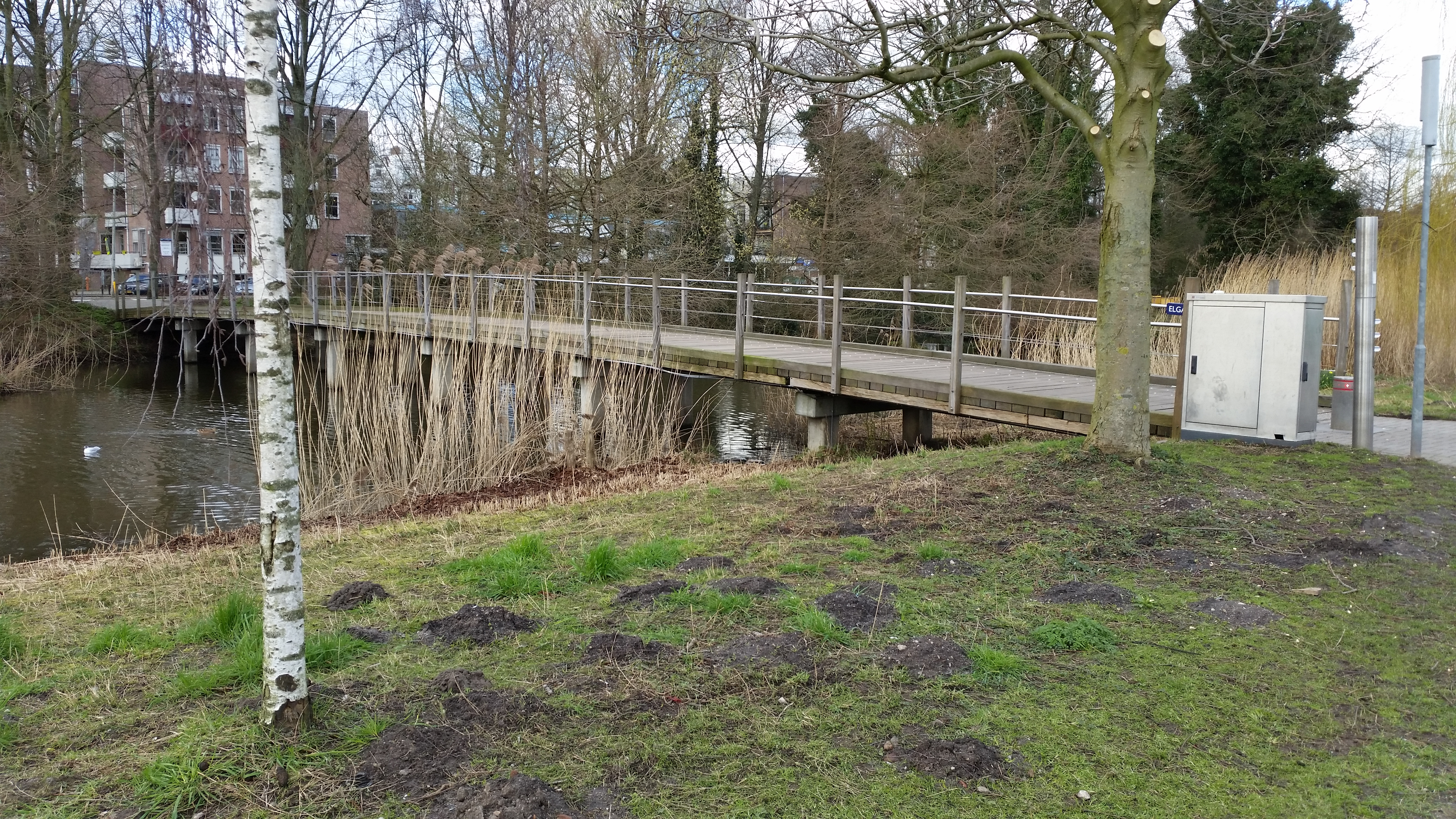
Brug 2296, de Elgar Vosbrug
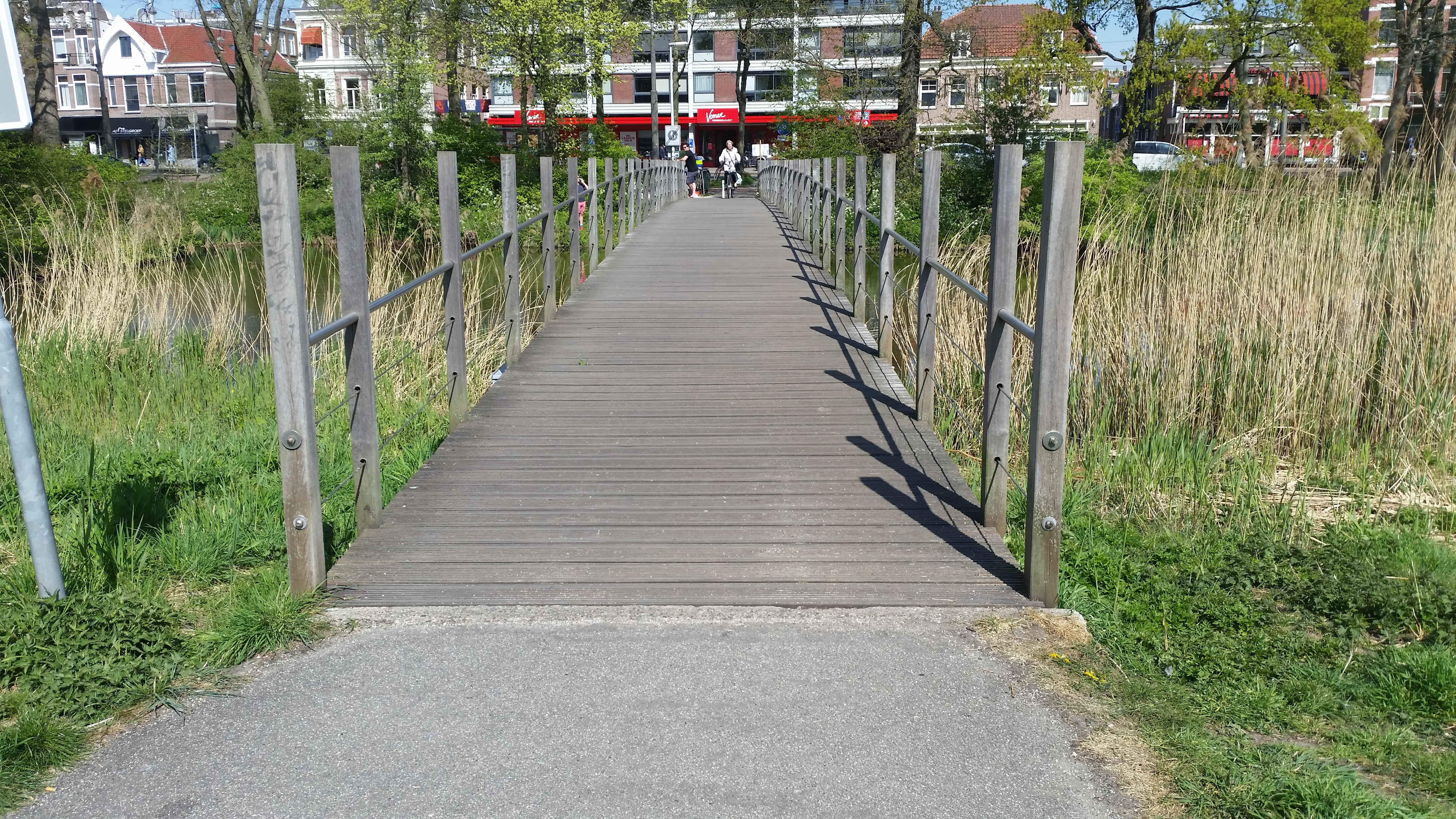
Brug 2297, de Maria Sibylla Merianbrug

2100 · 2102 · 2103 · 2105 · 2106 · 2107 · 2108 · 2109 · 2110 · 2111 · 2112 · 2113 · 2114 · 2115 · 2120 · 2121 · 2125 · 2127 · 2128 · 2129 · 2130 · 2131 · 2132 · 2133 · 2134 · 2135 · 2136 · 2137 · 2138 · 2139 · 2140 · 2141 · 2142 · 2143 · 2144 · 2145 · 2146 · 2147 · 2148 · 2149 · 2150 · 2151 · 2152 · 2153 · 2154 · 2155 · 2156 · 2157 · 2158 · 2159 · 2160 · 2161 · 2162 · 2163 · 2164 · 2165 · 2166 · 2167 · 2168 · 2169 · 2170 · 2171 · 2172 · 2173 · 2174 · 2175 · 2176 · 2178 · 2179 · 2180 · 2181 · 2182 · 2183 · 2184 · 2185 · 2186 · 2188 · 2189 · 2190 · 2191 · 2192 · 2193 · 2194 · 2195 · 2196 · 2197 · 2198 · 2199
Overige brugnummers zijn niet (meer) vergeven, behalve brug 2177, een verdwenen brug in Park Frankendael.